# Municipio de Lexington (Indiana)
El municipio de Lexington (en inglés: Lexington Township) es un municipio ubicado en el condado de Scott en el estado estadounidense de Indiana. En el año 2010 tenía una población de 3551 habitantes y una densidad poblacional de 27,39 personas por km².

## Geografía
El municipio de Lexington se encuentra ubicado en las coordenadas 38°39′25″N 85°38′46″O / 38.65694, -85.64611. Según la Oficina del Censo de los Estados Unidos, el municipio tiene una superficie total de 129.66 km², de la cual 128.4 km² corresponden a tierra firme y (0.97%) 1.26 km² es agua.

## Demografía
Según el censo de 2010, había 3551 personas residiendo en el municipio de Lexington. La densidad de población era de 27,39 hab./km². De los 3551 habitantes, el municipio de Lexington estaba compuesto por el 98.79% blancos, el 0.28% eran afroamericanos, el 0.08% eran amerindios, el 0.17% eran asiáticos, el 0.06% eran isleños del Pacífico, el 0.2% eran de otras razas y el 0.42% pertenecían a dos o más razas. Del total de la población el 0.99% eran hispanos o latinos de cualquier raza.